# 심영은
심영은(1987년 12월 21일 ~ )은 대한민국의 연극배우이다.

## 학력
- 상명대학교 연극영화과 (졸업)

## 출연작

### 영화
- 《범죄도시 3》 (2023년) - 진 회장 역 (첫 천만영화)
- 《다만 악에서 구하소서》 (2020년) - 린린 역
- 《마이너클럽》 (2014년) - 민희 역[3]
- 《고고70》 (2008년) - 고고족 역

### 드라마
- 《Miss 맘마미아》 (2015년, KBSN)[4]
- 《김과장》 (2017년, KBS2) - 강주선 대리 역
- 《KBS 드라마 스페셜 - 강덕순 애정변천사》 (2017년, KBS2) - 차석주 역
- 《신의 퀴즈 5》 (2018년, OCN) - 윤세은 역
- 《오! 삼광빌라!》 (2020년, KBS2) - 구동영 실장 역
- 《퀸메이커》 (2023년, Netflix) - 김초롱 역

### CF
- 《SK텔레콤 담없는 학교편》
- 《착한 일감 좋은 이웃 타임맨》

### M/V
- MC the max 《그대가 분다》
- 필베이《사랑이더라》

## 공연
- 《꽃의 비밀》 (2015년 12월 1일 ~ 2016년 1월 31일, DCF대명문화공장) - 지나 역
- 《서툰 사람들》 (2013년 2월 7일 ~ 2013년 9월 1일, 코엑스 아트홀) - 유화이 역
- 《서툰 사람들》 (2012년 6월 5일 ~ 2012년 12월 31일, 아트원씨어터 2관) - 유화이 역[5]
- 《서툰 사람들》 (2012년 2월 11일 ~ 2012년 5월 28일, 동숭아트센터 소극장) - 유화이 역
- 《상계동 덕분이》 (2011년 3월 18일 ~ 2011년 5월 29일, 브로드웨이 아트홀 1관)